# Banjol
Banjol je naselje na otoku Rab (Hrvaška), ki upravno spada pod mesto Rab; le-to pa spada pod Primorsko-goransko županijo.

## Geografija
Banjol, ki postaja vse bolj sestavni del glavnega otoškega naselja Rab, se razteza ob treh majhnih zalivih imenovanih »Padova« na jugozahodni obali otoka ob cesti, ki povezuje trajektno pristanišče v zalivu Mišnjak z ostalimi kraji na otoku.
Morje v zalivčkih je plitvo, doseže globino največ do 2,5 m.  Nasproti kraja leži dolg ozek otok Dolin, ki dobro varuje plaže pred vplivi vseh vrst vetrov.
Na obali je nekaj privezov za krajša plovila in 3 t dvigalo. Globina morja pri dvigalu je 2 m.

## Gospodarstvo
Prebivalci se ukvarjajo predvsem s turistično dejavnostjo. V kraju je hotel (H.Padova) in avtokamp Padova III.

## Demografija
| Pregled števila prebivalcev po letih | Pregled števila prebivalcev po letih | Pregled števila prebivalcev po letih | Pregled števila prebivalcev po letih | Pregled števila prebivalcev po letih | Pregled števila prebivalcev po letih | Pregled števila prebivalcev po letih | Pregled števila prebivalcev po letih | Pregled števila prebivalcev po letih | Pregled števila prebivalcev po letih | Pregled števila prebivalcev po letih | Pregled števila prebivalcev po letih | Pregled števila prebivalcev po letih | Pregled števila prebivalcev po letih | Pregled števila prebivalcev po letih |
| ------------------------------------ | ------------------------------------ | ------------------------------------ | ------------------------------------ | ------------------------------------ | ------------------------------------ | ------------------------------------ | ------------------------------------ | ------------------------------------ | ------------------------------------ | ------------------------------------ | ------------------------------------ | ------------------------------------ | ------------------------------------ | ------------------------------------ |
| 1857                                 | 1869                                 | 1880                                 | 1890                                 | 1900                                 | 1910                                 | 1921                                 | 1931                                 | 1948                                 | 1953                                 | 1961                                 | 1971                                 | 1981                                 | 1991                                 | 2001                                 |
| 421                                  | 468                                  | 487                                  | 444                                  | 398                                  | 537                                  | 537                                  | 946                                  | 941                                  | 1217                                 | 1239                                 | 1530                                 | 1677                                 | 1945                                 | 1971                                 |